# Хохлатая чернеть
Хохла́тая че́рнеть (лат. Aythya fuligula) — птица семейства утиных, широко распространённая на территории Евразии.

## Описание

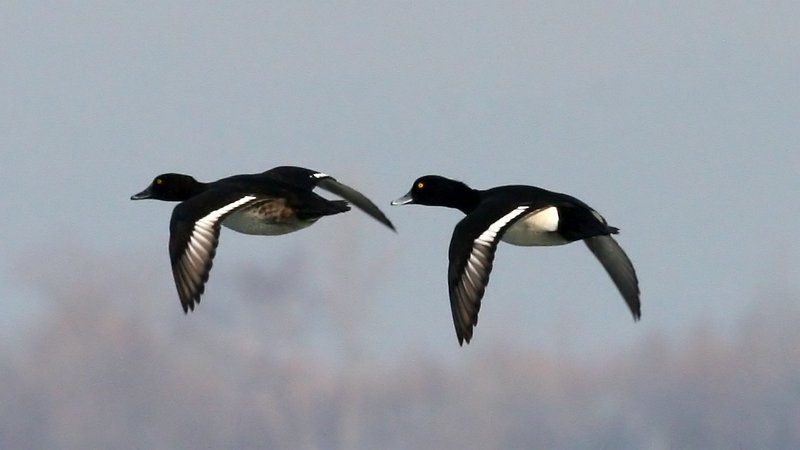
В полёте

Средних размеров утка, её длина составляет 40-47 см, размах крыльев 65-72 см, вес 550—746 г. Телосложение коренастое, с узкой шеей и относительно большой головой. В брачном наряде оперение самцов в основном чёрное, но с белоснежно-белыми боками, брюхом и «зеркалами» на крыльях. Перья на голове имеют синевато-зелёный оттенок. Голова округлая; клюв широкий и короткий, голубовато-серый, как правило, с тёмным окончанием. Радужная оболочка жёлтая. На затылке имеется свисающий хохолок, хорошо заметный у самца во время брачного периода. Ноги серые. Оперение самок несколько отлично: там, где у самцов оно чёрное, у самок оно рыжевато-бурое. Хохолок у самок выражен слабо. Молодые птицы почти не отличаются от взрослых, за исключением бурой радужной оболочки и более тёмной головы у самцов.
Голос самца — тихий скрежет и свист «гюнь-гюнь», а самки — резкое карканье.
Внешнее сходство с этой птицей имеет другой близкий вид — ошейниковая чернеть, обитающая в Северной Америке. Отличительными признаками последней являются отличная форма головы, отсутствие хохолка и более тёмные бока.

## Распространение

### Ареал
Гнездится повсюду в лесном поясе Евразии от Исландии и Британских островов на западе до бассейна Колымы, Командорских островов и озера Ханка на востоке. Периодически встречается на Хоккайдо и Алеутских островах. На севере Европы обитает на большей части Скандинавии и Кольского полуострова. В европейской части России и Западной Сибири гнездится к северу до 67-й параллели, в Восточной Сибири до 70-й параллели, в бассейне Колымы до 69-й параллели. Южная граница гнездовий проходит примерно вдоль 50-й параллели через Францию, Швейцарию, Германию, Польшу, северную Украину, Нижнее Поволжье, Казахстан, Алтай, Монголию, Забайкалье и бассейн реки Уссури.

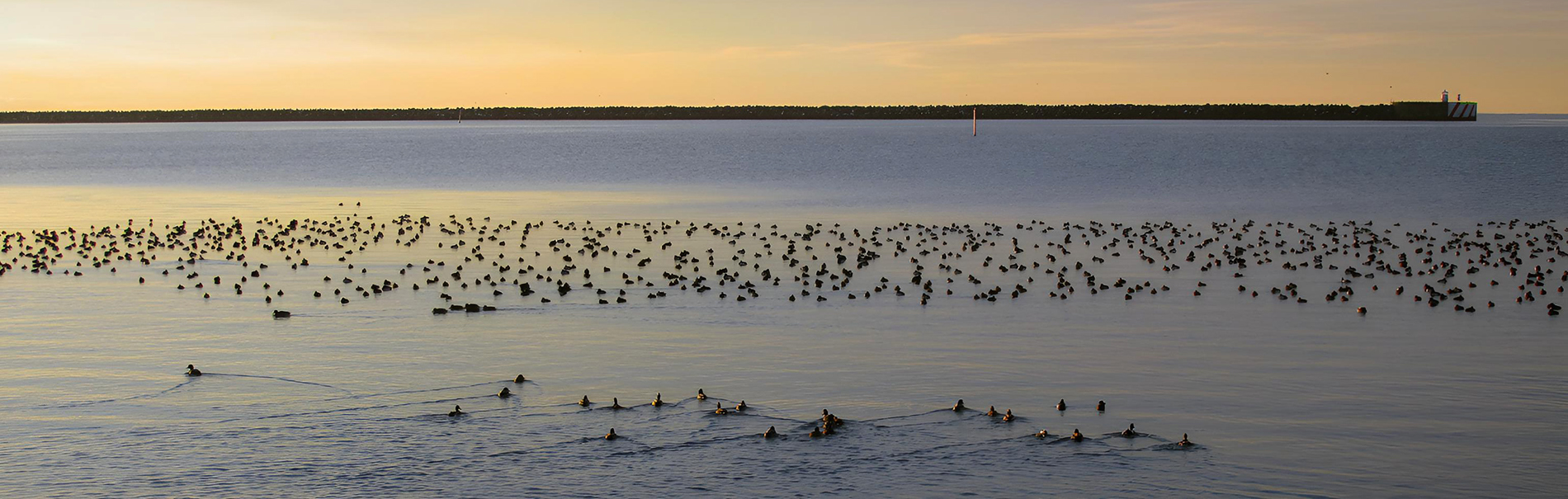
Хохлатая чернеть в Швеции

Северные популяции типично перелётные. Птицы, гнездящиеся в Исландии, Скандинавии и на северо-западе России, зимуют главным образом на побережьях Балтийского и Северного морей, в меньшей степени на берегах Атлантики в северо-западной Европе. В мягкие зимы около 40 % птиц останавливается на балтийском побережье, главным образом на мелководных заливах Германии, западной Польши, юго-восточной Дании и восточной Швеции. Часть уток из европейской части России и Западной Сибири скапливается на внутренних водоёмах Центральной Европы, другая перемещается на побережья Чёрного, Средиземного и Каспийского морей, а также на озёра Средней Азии. Наиболее южные зимние стоянки, больше характерные для суровых зим, находятся в Северной Африке (в том числе в долине Нила), Персидском заливе, Индии, южном Китае и Филиппинах.

### Места обитания
Предпочитает крупные открытые водоёмы с пресной водой: большие озёра, водохранилища, пруды, реки с медленным течением. В меньшей степени встречается в эстуариях и поймах рек, на небольших лесных озёрах и морских лагунах. В период размножения селится вдоль берегов, густо поросших осокой, камышом либо другой растительностью. Большую часть времени проводит на воде, где великолепно плавает и ныряет на глубину до 3—4 м (изредка до 12—14 м). С воды поднимается тяжело, шумно, с разбега, но полёт быстрый и лёгкий. На суше передвигается неуклюже. Гнездится парами либо небольшими колониями до 20—25 пар, в зимнее время сбивается в большие стаи, включающие до нескольких тысяч птиц.

## Размножение

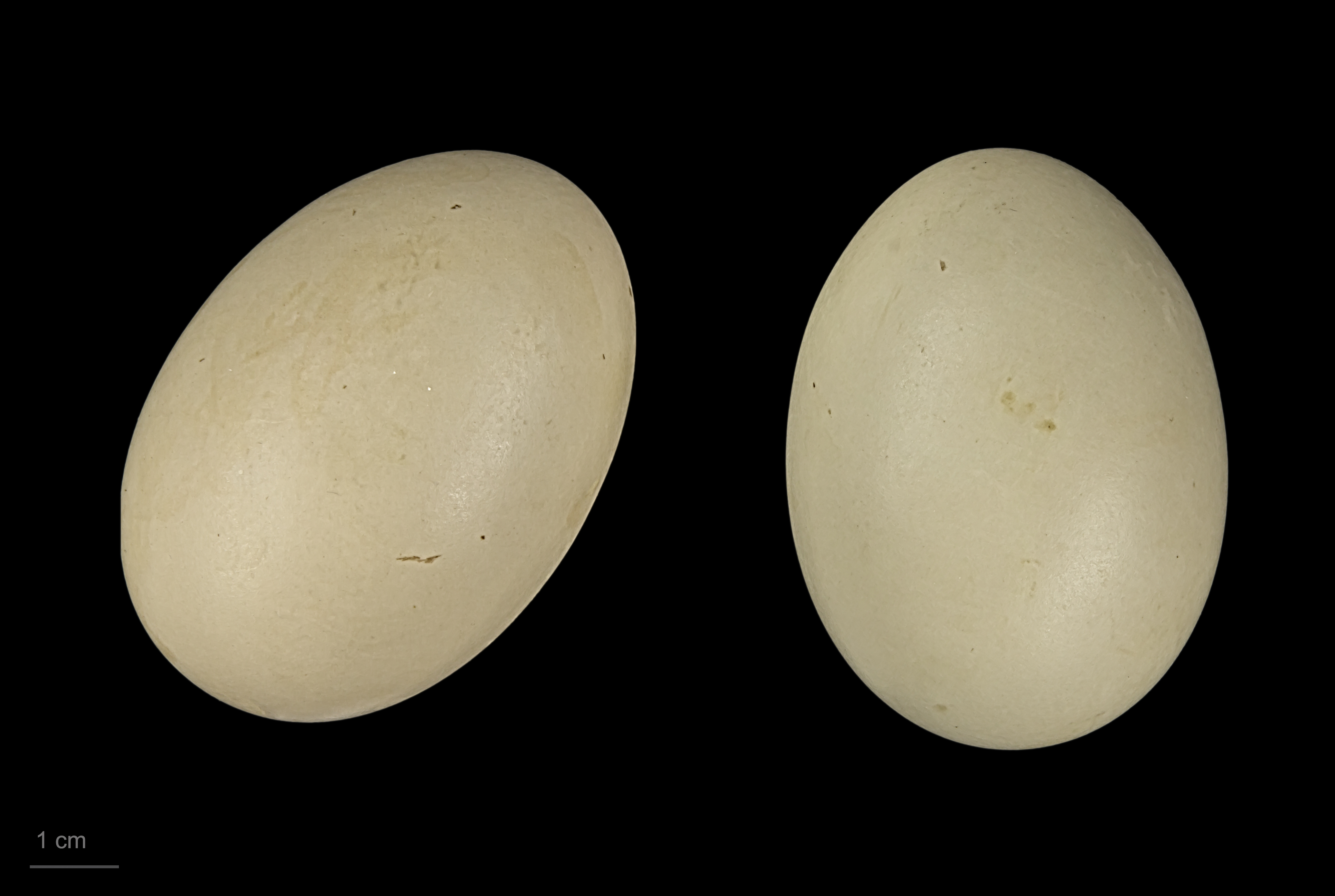
Яйцо Aythya fuligula — Тулузский музеум

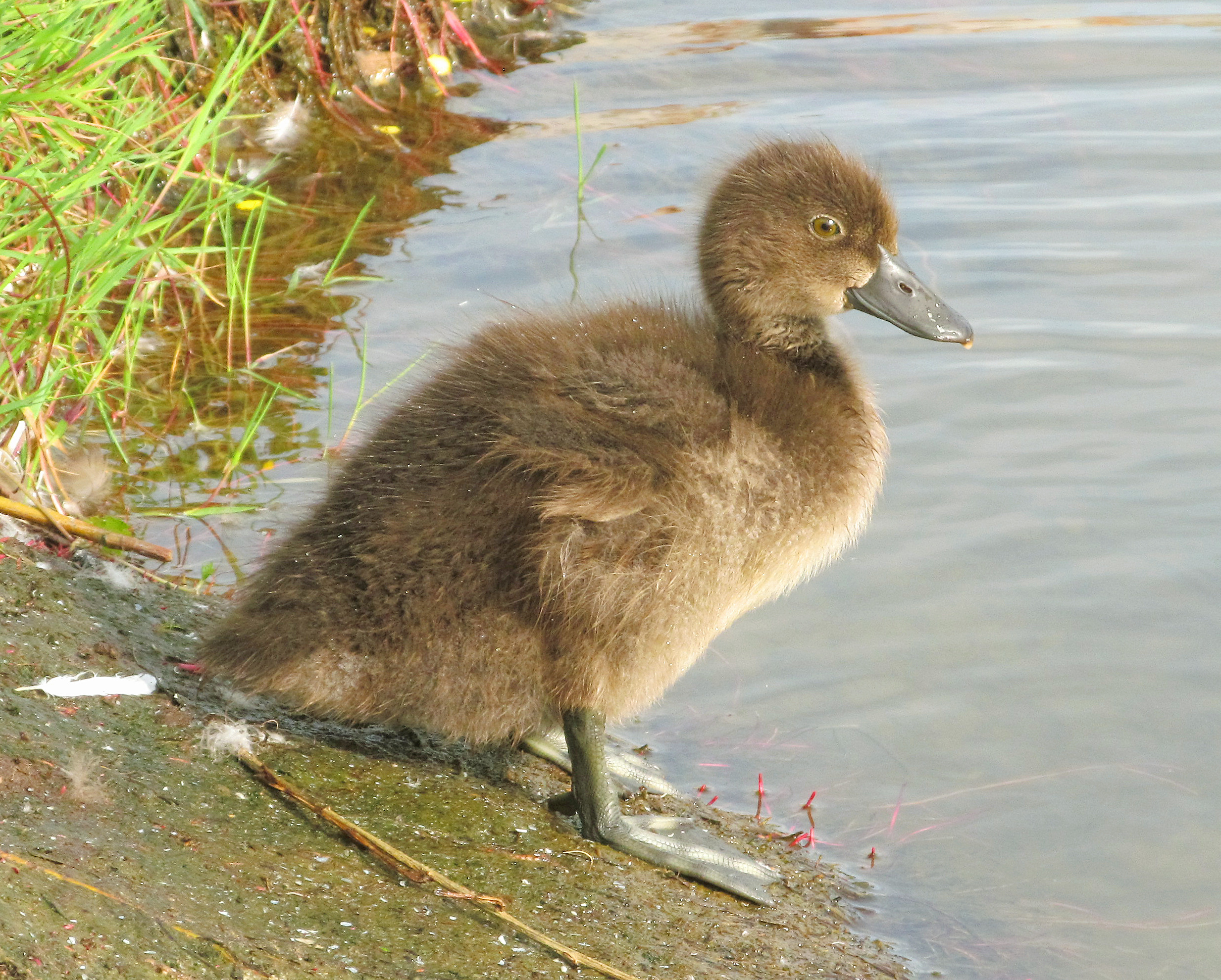
Птенец хохлатой чернети

К размножению приступает в конце первого года рождения, реже через два года. В случае миграции к местам гнездовий прибывают несколько позднее, чем у шилохвости или кряквы — тогда, когда водоёмы уже полностью освободились ото льда: на юге это первая половина апреля, на севере — первая половина мая. Предпочитает гнездиться на небольших островах либо плавучих сплавинах, но также может устроить гнездо в пойме реки или на берегу лугового озера. Гнездо чашеобразное, состоит из стеблей и листьев свежей либо прошлогодней травы, строится только самкой, обычно расположено на земле недалеко от воды и хорошо укрыто водной растительностью: зарослями тростника либо осоки. Реже гнездо располагается на дереве в дупле. Изнутри гнездо всегда обильно выстлано тёмно-коричневым пухом, который утка выщипывает из своего брюха, и несколькими тёмными и светлыми перьями. Диаметр гнезда 200—230 мм, высота до 100 мм. Лоток в диаметре 180—200 мм, глубиной около 80 мм. В сезон обычно одна кладка 8-11 яиц, однако в случае её утраты самка стремится отложить повторно. Иногда встречаются большие неохраняемые кладки до 20-27 яиц, отложенных разными самками. Яйца оливково-серого или зеленовато-серого цвета, размером 59×41 мм и весом около 56 г. Период инкубации составляет 23-28 дней, насиживает одна самка.

## Примечания

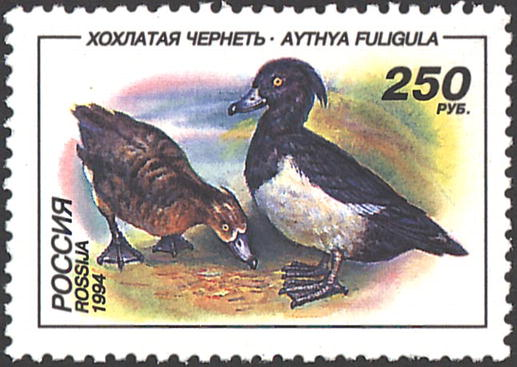
Почтовая марка России